# Данфыонг
Данфыонг (вьет. Đan Phượng) — уезд Вьетнама, один из семнадцати сельских уездов, входящих в состав Ханоя (с 2008 года). Площадь — 77 км², население — 133 тыс. человек, административный центр — город Фунг (вьет. Phùng).

## География
Уезд Данфыонг расположен на северо-запад от центра Ханоя. На западе он граничит с уездом Фуктхо, на севере — с уездом Мелинь (граница проходит по реке Хонгха), на востоке — с уездом Донгань и районом Бактыльем, на юге — с уездом Хоайдык.

## Административное деление
В настоящее время в состав уезда Данфыонг входит один город — Фунг и 15 общин — Данфыонг (вьет. Đan Phượng), Донгтхап (вьет. Đồng Tháp), Хамо (вьет. Hạ Mỗ), Хонгха (вьет. Hồng Hà), Льенха (вьет. Liên Hà), Льенхонг (вьет. Liên Hồng), Льенчунг (вьет. Liên Trung), Фыонгдинь (вьет. Phương Đình), Шонгфыонг (вьет. Song Phượng), Танхой (вьет. Tân Hội), Танлап (вьет. Tân Lập), Тхоан (вьет. Thọ An), Тхосуан (вьет. Thọ Xuân), Тхыонгмо (вьет. Thượng Mỗ), Чунгтяу (вьет. Trung Châu).

## Транспорт
По территории уезда Данфыонг проходит национальное шоссе № 32, связывающее центр Ханоя с Шонтэем и провинцией Футхо (через реку Дэй переброшен автомобильный мост). В пределах уезда на судоходной реке Хонгха имеется несколько пристаней, однако нет ни одного моста, переправка на другой берег осуществляется с помощью лодок и небольших паромов.

## Экономика
В уезде имеется несколько промышленных зон (в том числе Phung Industrial Zone в столице), строятся высотные жилые комплексы, коттеджные посёлки и торговые центры (в том числе элитный комплекс вилл и особняков Phoenix Garden с парковой зоной, гольф-клубом и храмом Дайтыан (вьет. Đại Từ Ân). Сохраняет свою роль и сельское хозяйство, местные крестьяне поставляют на рынки Ханоя рис, овощи, фрукты, цветы, свинину, домашнюю птицу, пресноводную рыбу и молочные продукты. 99 % домашних хозяйств уезда имеют доступ к электричеству, 100 % общин Данфыонга соответствуют национальным критериям охраны здоровья. Рисоводство и местная система каналов имеют давнюю историю.
В уезде базируется крупная деревообрабатывающая и мебельная компания Hongthai Go Go Joint Venture Group.

## Культура
В общине Хонгха проходит фестиваль воздушных змеев Базянг, посвящённый Нгуен Ка — одному из полководцев императора Динь Бо Линя (сопровождается конкурсом запусков воздушных змеев, религиозной процессией и приготовлением рисовых угощений). В деревне Донгван общины Донгтхап проводится праздник приготовления угощений из риса, посвящённый местному божеству-покровителю Ванг Ви (сопровождается водной процессией, оперным представлением и соревнованием поваров).
В общинах Льенха и Льенчунг проходит праздник Нгием, посвящённый госпоже Ша Ланг и талантливым полководцам сестёр Чынг (сопровождается приготовлением и раздачей свинины, жертвоприношениями и гонками на реке). В деревне Нгузяп (вьет. Ngũ Giáp) общины Льенха проводится местный праздник, посвящённый божеству-покровителю Лы Зя (вьет. Lữ Gia) (сопровождается традиционными играми и соревнованиями). В деревне Ванви общины Чунгтяу проходит местный праздник, посвящённый морскому божеству Ха Ба и божествам Лак Лонг Куану, Линь Тхонгу, Линь Ынгу и Во Зуэ, он сопровождается гонками на драконьих и других гребных лодках, представлениями качу и театра тео, танцем льва.
Уроженцем уезда Данфыонг был император То Хьен Тхань. В уезде развито искусство качу.

## Образование и наука
В общине Танлап расположен Ханойский колледж технологии и торговли. Также в уезде базируется Исследовательский институт кукурузы.